# Budownictwo lądowe

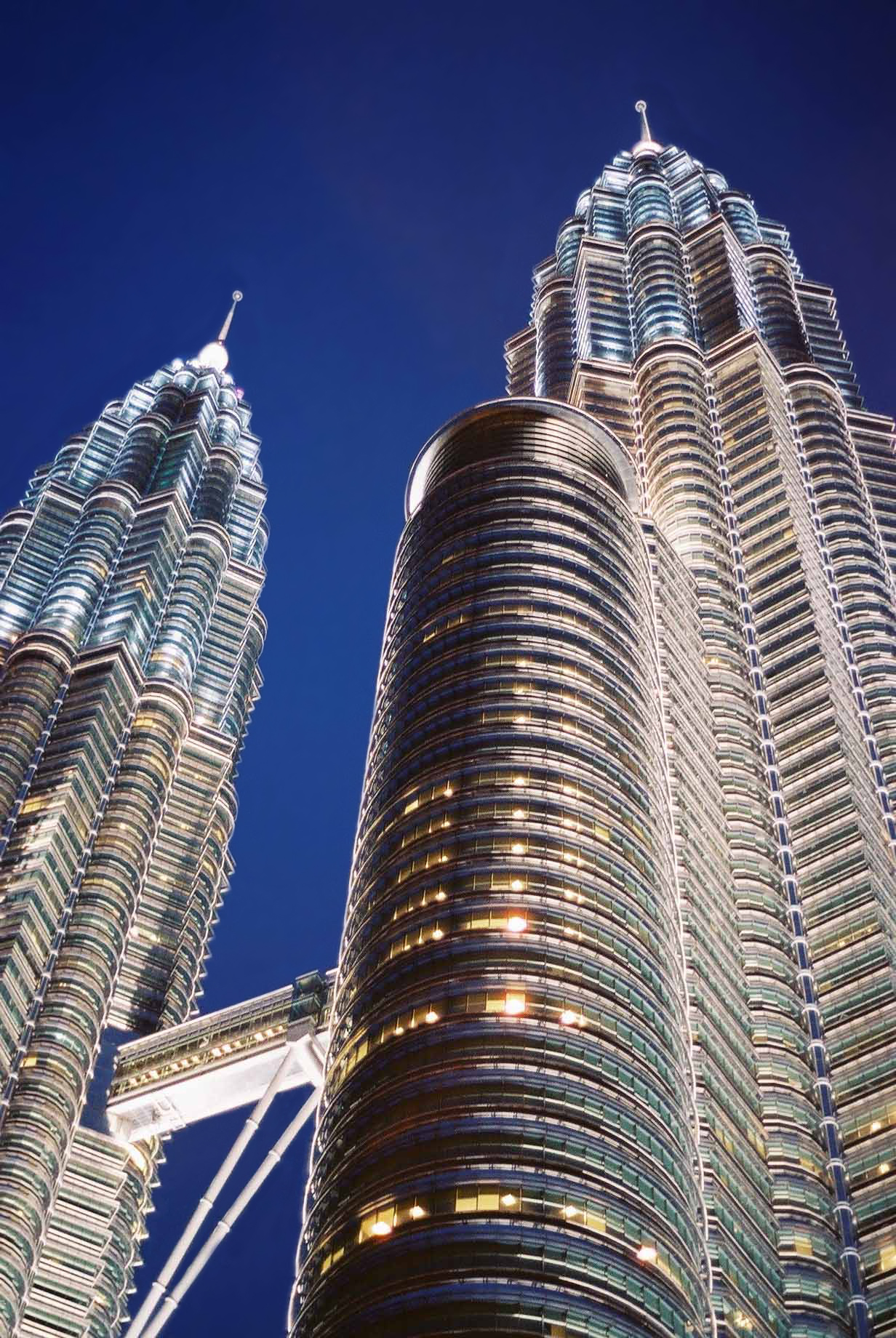
Petronas Towers, w latach 1998–2004 najwyższy budynek świata

Budownictwo lądowe – dział budownictwa zajmujący się projektowaniem, technologią wykonania oraz samym wykonaniem ustrojów budowlanych istniejących na lądzie.